# Bioenergetika
Bioenergetika je oblast biochemie a buněčné biologie, která se týká energetických toků v živých systémech. Jedná se o aktivní součást biologického výzkumu, která zahrnuje studium přeměny energie v živých organismech a studium tisíců různých metabolických a enzymatických buněčných procesů, které vedou k výrobě a využití energie do různých forem. Tím nejdůležitějším je buněčné dýchání za vzniku hlavní energetické molekuly adenosintrifosfátu (ATP). Cílem bioenergetiky je popsat, jak živé organismy získávají a transformují energii, aby vykonávaly biologickou práci. Studium metabolických drah je proto zásadní oblastí bioenergetiky.

## Přehled
Bioenergetika je součástí biochemie, která se zabývá se energií, jenž se podílí na vytváření a štěpení chemických vazeb v molekulách v biologických organismech. Může být také definována jako studium energetických vztahů a energetických transformací a transdukcí v živých organismech. Schopnost využívat energii z různých metabolických cest je vlastností všech živých organismů. Růst, vývoj, anabolismus a katabolismus jsou jen některé z mnoha procesů ve studiu biologických organismů, Úloha energie je pro tyto biologické procesy zásadní. Život je závislý na transformacích energie a živé organismy přežívají díky výměně energie mezi živými tkáněmi, buňkami a vnějším prostředím. Některé organismy, např. autotrofy, mohou získat energii ze slunečního záření (fotosyntéza), aniž by museli spotřebovávat živiny a rozkládat je. Jiné organismy, např. heterotrofy, musí přijímat živiny z potravy, aby mohly udržet energii rozkladem chemických vazeb živin během metabolických procesů, jako je např. glykolýza a citrátový cyklus. Přímým důsledkem prvního zákona termodynamiky je fakt, že autotrofy a heterotrofy se účastní univerzální metabolické sítě - pojídáním autotrofů (rostlin) heterotrofy využívají energie, která byla původně transformována rostlinami během fotosyntézy.
V živém organismu se chemické vazby rozpadají a vytvářejí v rámci výměny a transformace energie. Energie je pak k dispozici např. pro mechanickou práci nebo pro jiné procesy, např. chemickou syntézu a anabolické procesy v růstu, tj. pokud jsou porušeny slabé vazby za účelem vytváření vazeb silnějších. Výroba silnějších vazeb umožňuje uvolnění využitelné energie.
Adenosintrifosfát (ATP) je hlavní "energetická měna" pro organismy. Cílem metabolických procesů je syntetizovat ATP z dostupných výchozích materiálů (z prostředí). Štěpením ATP na adenosindifosfát (ADP) a anorganický fosfát vzniká energie pro další biologické procesy. V buňce je poměr koncentrací ATP k ADP známý jako " energetický náboj " buňky. Tato buňka může používat tuto energii na přenos informací o buněčných potřebách; pokud je k dispozici více ATP než ADP, buňka může používat ATP k práci, ale pokud je k dispozici více ADP než ATP, buňka je nucena syntetizovat ATP prostřednictvím oxidační fosforylace.
Živé organismy produkují ATP z energetických zdrojů oxidační fosforylací. Konečné fosfátové vazby ATP jsou relativně slabé ve srovnání se silnějšími vazbami, které se tvoří, když je ATP hydrolyzován (rozdělen vodou) na adenosindifosfát a anorganický fosfát. Zde je termodynamicky příznivá volná energie hydrolýzy, která vede k uvolnění energie; fosfo-anhydridová vazba mezi koncovou fosfátovou skupinou a zbytkem molekuly ATP sama o sobě neobsahuje takovou energii. Zásoba ATP organismu se používá jako baterie pro uchovávání energie v buňkách. Využití chemické energie z takového přeskupování molekulárních vazeb posiluje biologické procesy v každém biologickém organismu.
Živé organismy získávají energii z organických a anorganických materiálů; tj. ATP lze syntetizovat z různých biochemických prekurzorů. Například lithotrofy mohou oxidovat minerály, jako jsou dusičnany nebo formy síry, jako je elementární síra, siřičitany a sirovodík za vzniku ATP. Autotrofy produkují ATP při fotosyntéze pomocí světelné energie, zatímco heterotrofy musí konzumovat organické sloučeniny, většinou sacharidy, tuky a bílkoviny. Množství energie skutečně získané organismem je nižší než množství přítomné v potravinách; existují ztráty v trávení, metabolismu a při termogenezi.
Environmentální materiály, které organismus přijímá, jsou obecně kombinovány s kyslíkem, aby uvolňovaly energii, ačkoli některé mohou také oxidovat anaerobně různými __organismy. Vazby, které drží molekuly živin dohromady a zejména vazby, které drží molekuly volného kyslíku dohromady, jsou poměrně slabé ve srovnání s chemickými vazbami, které drží společně oxid uhličitý a vodu. Využívání těchto materiálů je formou pomalého spalování, protože živiny reagují s kyslíkem (materiály jsou oxidovány pomalu, takže organismy ve skutečnosti nevytvářejí oheň). Oxidace uvolňuje energii, protože byly vytvořeny silnější vazby (vazby mezi atomy ve vodou a v oxidem uhličitým). Tato čistá energie se může vyvíjet jako teplo, které může organismus použít k jiným účelům, jako je rozbíjení jiných vazeb ke vzniku sloučenin potřebných k přežití.

## Druhy reakcí
- Exergonická reakce je obvykle katabolická chemická reakce, která uvolňuje energii.[1] Je termodynamicky upřednostňována, označena zápornou hodnotou ΔG (Gibbsova volná energie). V průběhu reakce musí být vložena energie a tato aktivační energie pohání reaktanty ze stabilního stavu do vysoce energeticky nestabilního přechodného stavu do stabilnějšího stavu, který je nižší v energetice (viz: reakční souřadnice). Reaktanty jsou obvykle složité molekuly, které jsou rozděleny na jednodušší produkty. Uvolňování energie (zvané Gibbsova volná energie) je negativní (tj. -ΔG), protože se energie uvolňuje z reakčních složek do produktů.
- Endergonická reakce je obvykle anabolická chemická reakce, která spotřebovává energii.[1] Je opakem exergonické reakce. Má pozitivní ΔG, protože potřebuje více energie k přetržení vazeb reaktantu než energie nabízených produktů, tj. produkty mají slabší vazby než reakční složky. Proto jsou endergonické reakce termodynamicky nepříznivé.

Volnou energii (ΔG), která je získaná nebo ztracená v reakci, lze vypočítat následovně: ΔG = ΔH - TΔS kde ΔG = Gibbsova volná energie, ΔH = entalpie, T = teplota (v Kelvinech) a ΔS = entropie.

## Příklady hlavních bioenergetických procesů
- Glykolýza je proces rozpadu glukózy na pyruvát, čímž vznikají dvě molekuly ATP na 1 molekulu glukózy.[1] Když má buňka vyšší koncentraci ATP než ADP, tj. má vysoký náboj energie, může projít glykolýzou, uvolňovat energii z dostupné glukózy pro provedení biologické práce. Pyruvát je jeden z produktů glykolýzy a může být přemístěn do jiných metabolických cest (glukoneogeneze) podle potřeby buňky. Glykolýza navíc produkuje redukční ekvivalenty ve formě NADH (nikotinamid adenin dinukleotid), který se nakonec použije jako donor elektronů do transportního řetězce elektronů.
- Glukoneogeneze je opakem glykolýzy; pokud je energetická zátěž buňky nízká (koncentrace ADP je vyšší než koncentrace ATP), buňka musí syntetizovat glukózu z biomolekul obsahujících uhlík, jako jsou bílkoviny, aminokyseliny, tuky, pyruvát atd.[1] Například proteiny mohou být rozloženy na aminokyseliny a tyto jednodušší uhlíkové kostry se používají k vytváření / syntéze glukózy.
- Cyklus kyseliny citronové je proces buněčného dýchání, ve kterém acetyl koenzym A, syntetizovaný z pyruvátu pomocí pyruvátdehydrogenázy, nejprve reaguje s oxaloacetátem za vzniku citrátu.[1] Zbývajících osm reakcí produkuje další metabolity obsahující uhlík. Tyto metabolity jsou postupně oxidovány a volná energie oxidace je konzervována ve formě redukovaných koenzymů FADH2 a NADH.[1] Tyto redukované nosiče elektronů pak mohou být znovu oxidovány, když přenášejí elektrony na transportní řetězec elektronů.
- Ketogeneze je metabolický proces, při kterém buňky využívají ketolátky k získání energie (místo glukózy). Buňky často využívají ketogenezi jako na zdroj energie při nízkých hladinách glukózy, např. během hladovění.[7]
- Oxidační fosforylace a řetězec přenosu elektronů je proces, při němž jsou redukční ekvivalenty NADPH, FADH2 a NADH použity k předávání elektronů a protonů (H+) v sérii redoxních reakcí, které se odehrávají v komplexech enzymů umístěných uvnitř mitochondriální membrány. Předávání elektronů a přenos protonů skrz membránu zajišťuje vznik protonového gradientu, který se používá k syntéze ATP pomocí ATP syntázy.
- Fotosyntéza je metabolická dráha používaná rostlinami, kdy se sluneční energie používá k syntéze organických sloučenin z oxidu uhličitého a vody, zároveň probíhá syntéza ATP. Tato reakce probíhá v chloroplastu.

## Chemiosmotická teorie
Jednou z hlavních teorií bioenergetiky je chemiosmotická teorie Petra Mitchella, který za ni získal v roce 1978 Nobelovu cenu za chemii.
Energie vzniklá během transportu elektronů dýchacím řetězcem je využita pro přesun protonů (H+) skrz membránu mitochondrií z matrix do mezimembránového prostoru. Vytváří se elektrochemický protonový gradient (koncentrace protonů je v mezimembránovém prostoru vyšší než v matrix). Protony poté samovolně procházejí membránou zpátky do matrix "dolů" elektrochemickým gradientem. Energie tohoto procesu je využita ATP syntázou za vzniku ATP.

## Energetická bilance
Příjem a výdej energie v organismu musí být vyvážený, aby nedošlo k přírůstku nebo úbytku na tělesné hmotnosti. Tuto energetickou homeostázu regulují mechanismy ovlivňující jak příjem potravy, tak energetický výdej.